# Fergus Bowes-Lyon
Fergus Bowes-Lyon (18 avril 1889 - 27 septembre 1915) est un soldat britannique et frère aîné d'Elizabeth Bowes-Lyon, reine consort du Royaume-Uni de 1936 à 1952, et généralement connue en Grande-Bretagne sous le nom de reine mère. Il est tué pendant la Première Guerre mondiale. Il est un grand oncle du roi actuel Charles III.

## Biographie

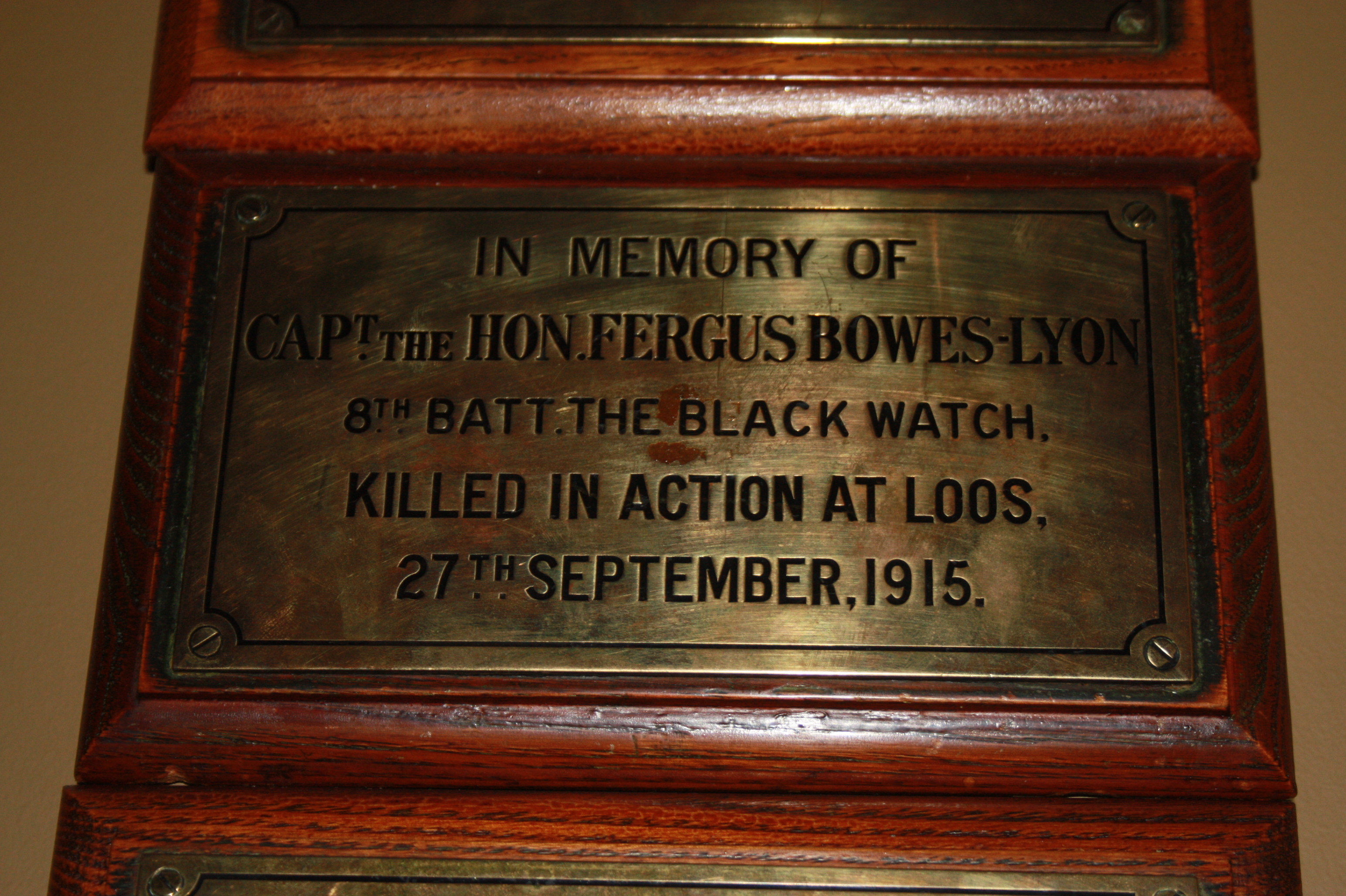
Plaque commémorative à Fergus Bowes-Lyon, Black Watch Museum, Perth

Il est né à Forbes House à Ham, Surrey, fils de Claude Bowes-Lyon, 14e comte de Strathmore et Kinghorne et de sa femme, Cecilia Nina Cavendish-Bentinck.
Il fait ses études au Collège d'Eton. Il est un joueur de cricket passionné et joue dans les rencontres annuelles d'automne tenues au terrain de cricket au Château de Glamis .
Le 17 septembre 1914, quinze jours seulement après le début de la Première Guerre mondiale, il épouse Lady Christian Norah Dawson-Damer (7 août 1890-29 mars 1959), fille du 5e comte de Portarlington. Leur fille, Rosemary, est née l'année suivante. Rosemary n'a que deux mois lorsque Fergus meurt le 27 septembre 1915, 10 jours seulement après le premier anniversaire de son mariage.
- Rosemary Luisa Bowes-Lyon (18 juillet 1915-18 janvier 1989) épouse Edward Wilfred George Joicey-Cecil le 28 avril 1945. Ils ont deux enfants et quatre petits-enfants:
  - James David Edward Joicey-Cecil (24 septembre 1946), il épouse Jane Susanna Brydon Adeley le 5 avril 1975. Ils ont deux filles:
    - Katherine Mary Joicey-Cecil (7 juin 1978)
    - Susanna Maud Joicey-Cecil (25 mars 1981)

  - Elizabeth Anne Joicey-Cecil (8 février 1950), elle épouse Alastair Richard Malcolm le 16 mars 1971. Ils ont deux fils:
    - Colin Andrew Fergus Malcolm (6 juin 1973)
    - William James Ronald Malcolm (10 octobre 1975)

## Première Guerre mondiale

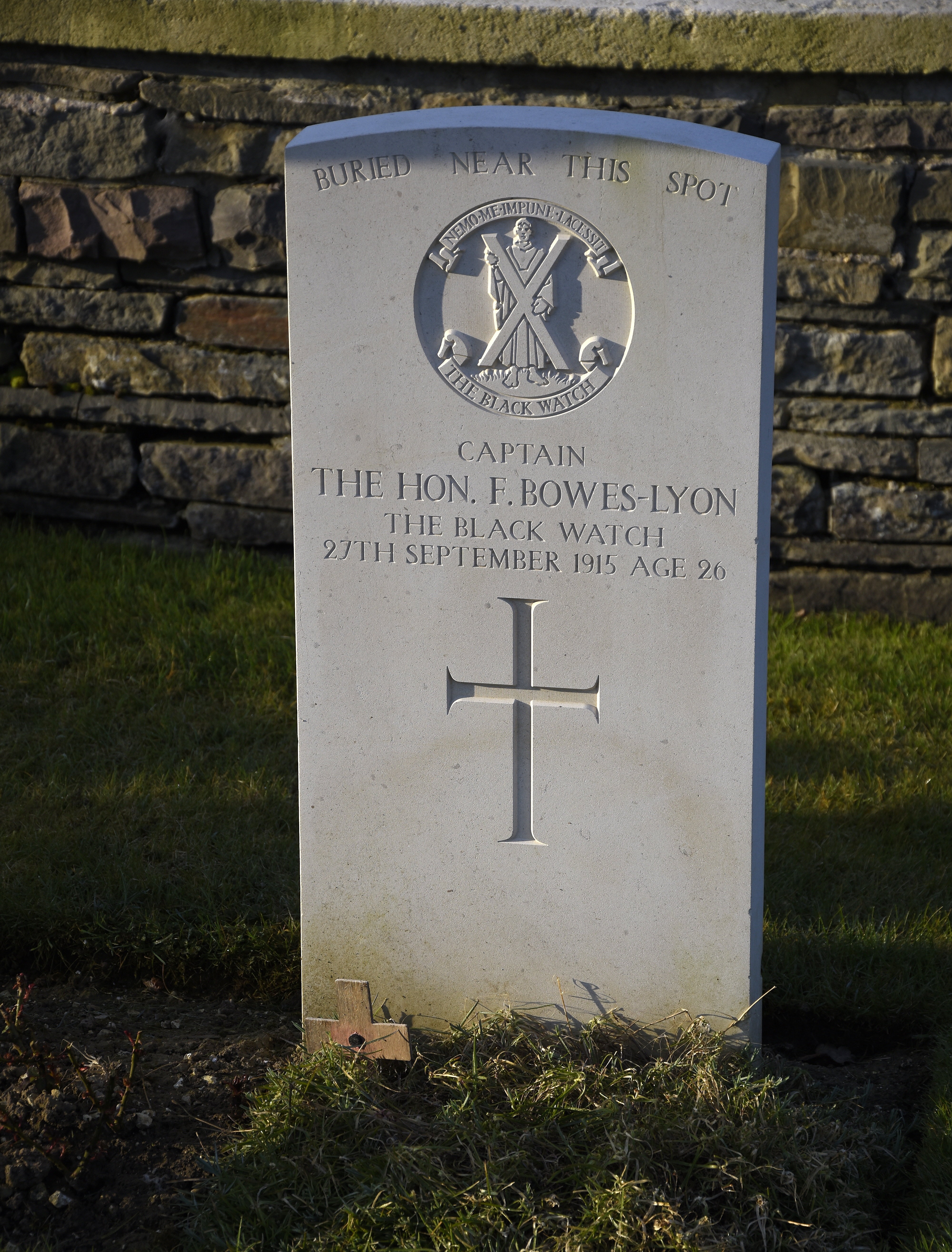
Tombe de Fergus Bowes-Lyon au cimetière de la carrière de Vermelles

Pendant la Première Guerre mondiale, il sert dans le 8e bataillon, Black Watch. Alfred Anderson, plus tard le dernier soldat écossais survivant du conflit (et le dernier soldat britannique survivant à avoir reçu l'Étoile de 1914), est son ordonnance.
Bowes-Lyon est tué lors de la bataille de la redoute des Hohenzollern lors de la bataille de Loos . Alors qu'il mène une attaque contre les lignes allemandes, sa jambe est arrachée par un barrage d'artillerie allemande et il est retombé dans les bras de son sergent. Des balles le touchent à la poitrine et à l'épaule et il est mort sur le terrain . Il est enterré dans une carrière à Vermelles ( 50° 29′ 57,94″ N, 2° 46′ 08,16″ E ), mais bien que la carrière ait été adoptée comme un cimetière de guerre, les détails de sa tombe sont perdus, et ainsi il est enregistré parmi les noms des disparus sur le mémorial de Loos.
Au moment de sa mort, son frère John sert également avec la Black Watch. Son jeune frère Michael est à la maison en convalescence et son frère aîné, Lord Glamis, a récemment quitté le Black Watch après avoir été blessé . Sa mère, Cecilia Nina Cavendish-Bentinck, est gravement affectée par la perte de son fils, et après sa mort est devenue invalide, retirée de la vie publique jusqu'au mariage de sa fille Elizabeth avec le futur roi en 1923 . La veuve de Fergus épouse plus tard le capitaine William Frederick Martin (décédé le 6 octobre 1947). Sa veuve est décédée le 29 mars 1959, à l'âge de 68 ans.